# 嘉数登
嘉数 登（かかず のぼる、1963年〈昭和38年〉8月28日 - ）は、日本の政治家。沖縄県宮古島市長（1期）。元宮古島市副市長（2期）。

## 来歴
1963年（昭和38年）、宮古島市生まれ。平良市立西城小学校、平良市立平良中学校、沖縄県立宮古高等学校を経て、日本福祉大学社会福祉科卒業。
1989年（平成元年）沖縄県事務吏員採用となり、2014年（平成26年）沖縄県企画部交通政策課長、2015年（平成27年）沖縄県総務部人事課長、2017年（平成29年）沖縄県企画部企画振興統括監、2019年（平成31年）沖縄県商工労働部長、2022年（令和4年）沖縄県知事公室長、2023年（令和5年）宮古島市副市長経て、2025年（令和7年）宮古島市市長選挙に現職の座喜味一幸ら5人を破り初当選した。
※当日有権者数：44,633人 最終投票率：58.99%（前回比：-6.65pts）
| 候補者名   | 年齢 | 所属党派 | 新旧別 | 得票数  | 得票率 | 推薦・支持                                                 |
| ---------- | ---- | -------- | ------ | ------- | ------ | ---------------------------------------------------------- |
| 嘉数登     | 61   | 無所属   | 新     | 9,345票 | 35.8%  |                                                            |
| 座喜味一幸 | 75   | 無所属   | 現     | 7,100票 | 27.2%  | （推薦）立憲民主党・日本共産党・社会民主党・沖縄社会大衆党 |
| 前里光健   | 42   | 無所属   | 新     | 6,128票 | 23.5%  |                                                            |
| 下地明和   | 67   | 無所属   | 新     | 3,123票 | 12.3%  |                                                            |
| 豊見山徹   | 64   | 無所属   | 新     | 162票   | 0.6%   |                                                            |
| 高橋敏夫   | 52   | 無所属   | 新     | 148票   | 0.6%   |                                                            |

。